# Oksana Tsyhoulova
Oksana Mykolaïvna Tsyhulova (ukrainien : Оксана Миколаївна Цигульова), née le 15 décembre 1973 à Mykolaïv  (RSS d'Ukraine), est une gymnaste trampoliniste ukrainienne. 

## Biographie
Oksana Tsyhulova remporte la médaille d'or en synchro aux Championnats du monde de trampoline 1996. Aux Mondiaux de 1998, elle prend la médaille d'argent en trampoline individuel. Vice-championne du monde en individuel et championne du monde en synchro en 1999, elle est sacrée vice-championne olympique aux Jeux olympiques d'été de 2000 à Sydney. Une médaille d'or mondiale par équipe s'ajoute à son palmarès en 2001